# Lössplatmos
Lössplatmos (Plagiothecium cavifolium) is een bladmos uit het geslacht platmos (Plagiothecium). Hoewel de blaadjes vooral aan de stengelbasis duidelijk hol zijn en het topje vaak opgewipt is, is het onderscheid met groot platmos (Plagiothecium nemorale) niet eenvoudig, vondsten dienen dus altijd in een herbarium gedocumenteerd te worden.

## Determinatie

### Uiterlijke kenmerken
De soort vormt lichtgroene tot groene of enigszins bruinachtige, meestal glanzende, dichte en vlakke dekengazons. De planten zijn tot drie centimeter hoog, onregelmatig vertakt en hebben katjesvormige tot licht afgeplatte bladeren. De bladeren zijn tot 2,5 mm lang, eivormig, tamelijk symmetrisch, lepelvormig, hol, geheel, met een korte, slanke bladpunt en een zeer smalle bladbasis. De bladvleugels lopen langs de stengel naar beneden met één tot drie rijen rechthoekige cellen. De bladnerf is meestal kort en dubbel.
De geslachtsverdeling is tweehuizig. Sporogonen zijn vrij zeldzaam. De seta, die ongeveer 2 centimeter lang is, draagt een rechtopstaande tot licht hellende, cilindrische sporenkapsel. Het peristoom is conisch tot min of meer snavelvormig.

### Microscopische kenmerken
De bladcellen in het midden van het blad zijn lineair-elliptisch, glad, 10–12 micrometer breed en 65–120 micrometer lang. Rhizoïde initiële cellen zijn meestal niet aanwezig in de bladtop. De sporen zijn groen en 10–13 micrometer groot

## Ecologie
Lössplatmos wordt meestal gevonden op steilkanten en hellingen, vaak in open schaduw onder (lichte) bossen. De bodem mag basenrijk of zelfs wat zuurder zijn en is niet kalkrijk.

## Verspreiding
In Nederland komt lössplatmos zeer zeldzaam voor. Ze staat op de rode lijst in de categorie 'Bedreigd'. De Nederlandse naam is treffend: lössplatmos komt vooral voor in Limburg, de rand van de Veluwe en in Montferland op lössachtige bodems, dus luchtige bodems met zand en leem. Er zijn enkele vondsten uit Noord-Brabant bekend op soortgelijke bodem. Des te opmerkelijker is de recente vondst op een helling in de Kennemerduinen. Het voorkomen in 2007 buiten Limburg is waarschijnlijk terug te voeren op een beter begrip van de soort bij bryologen. Gezien de standplaatsvoorkeur is het denkbaar dat ook bijvoorbeeld in het heuvelland van Twente dit platmos gevonden kan worden.

## Foto's

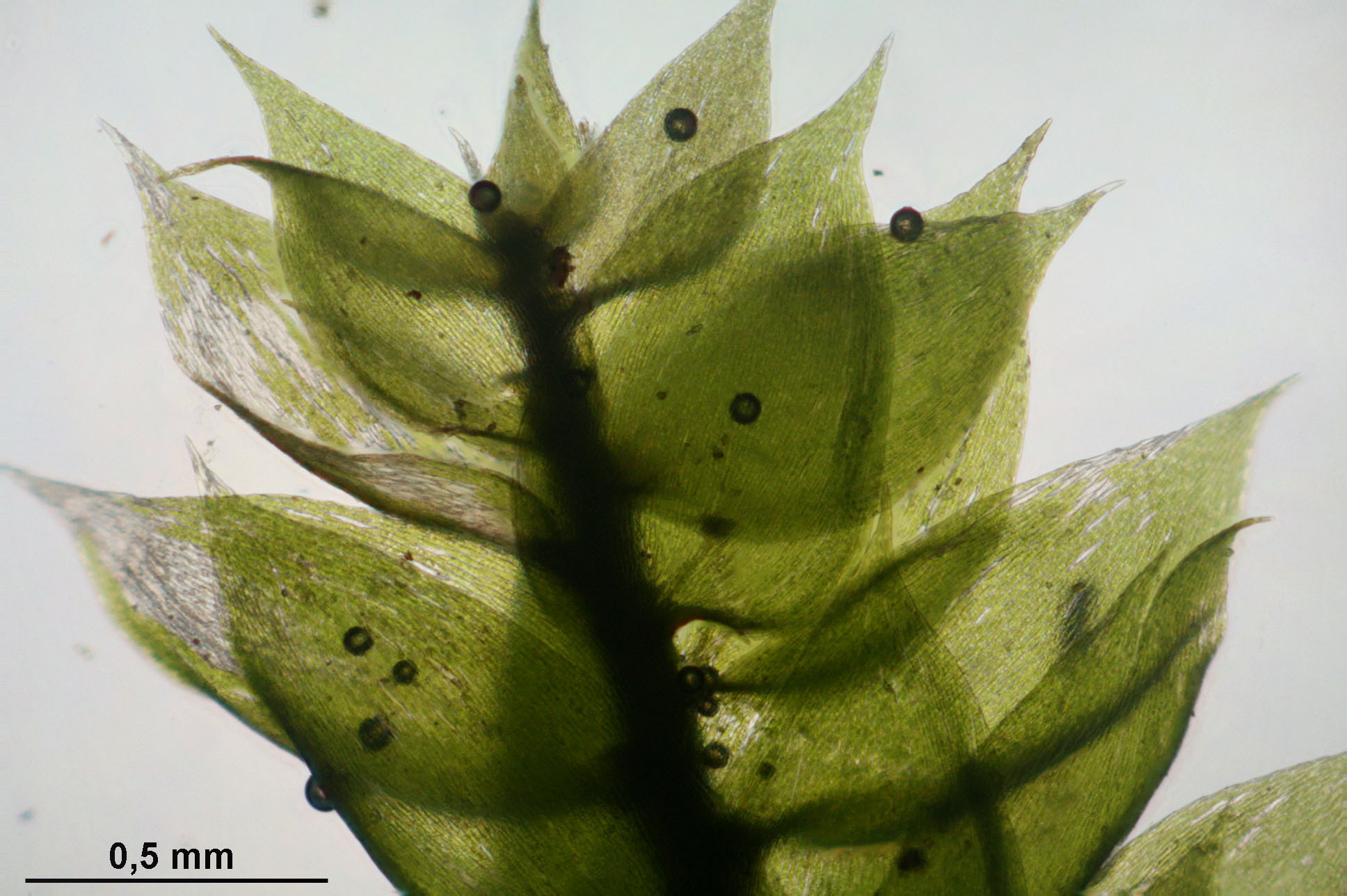
Plant
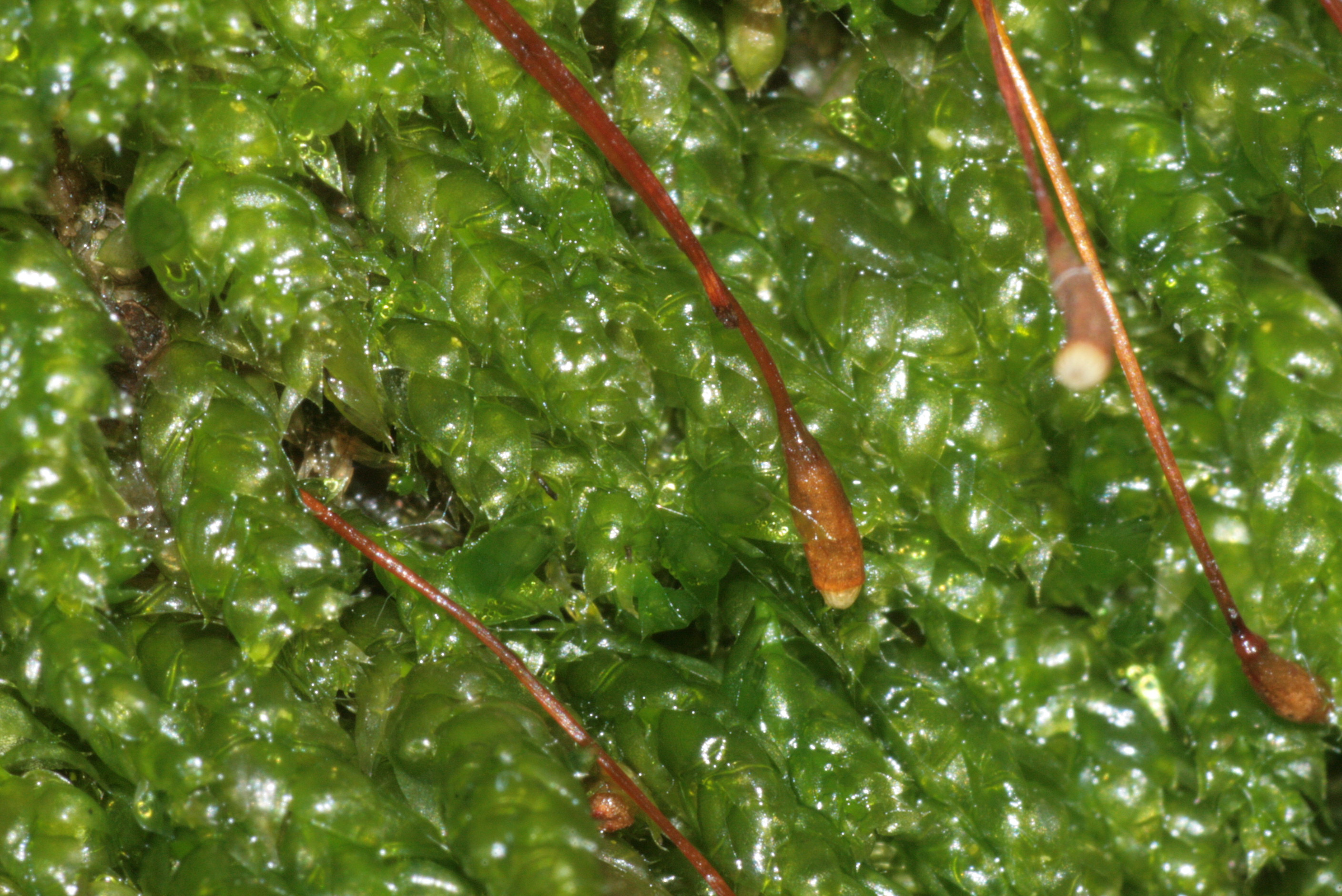
Sporenkapsels
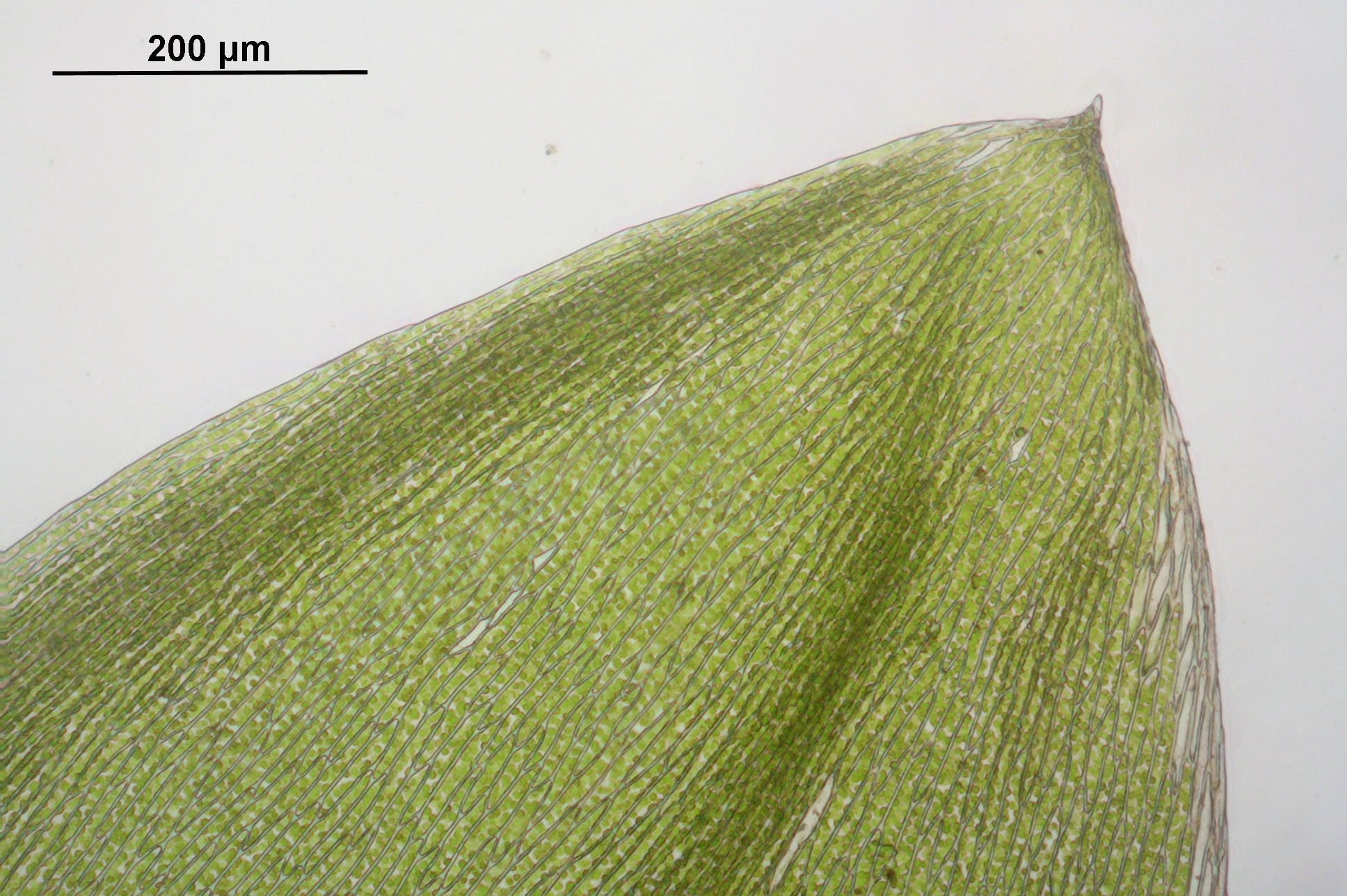
Bladtop
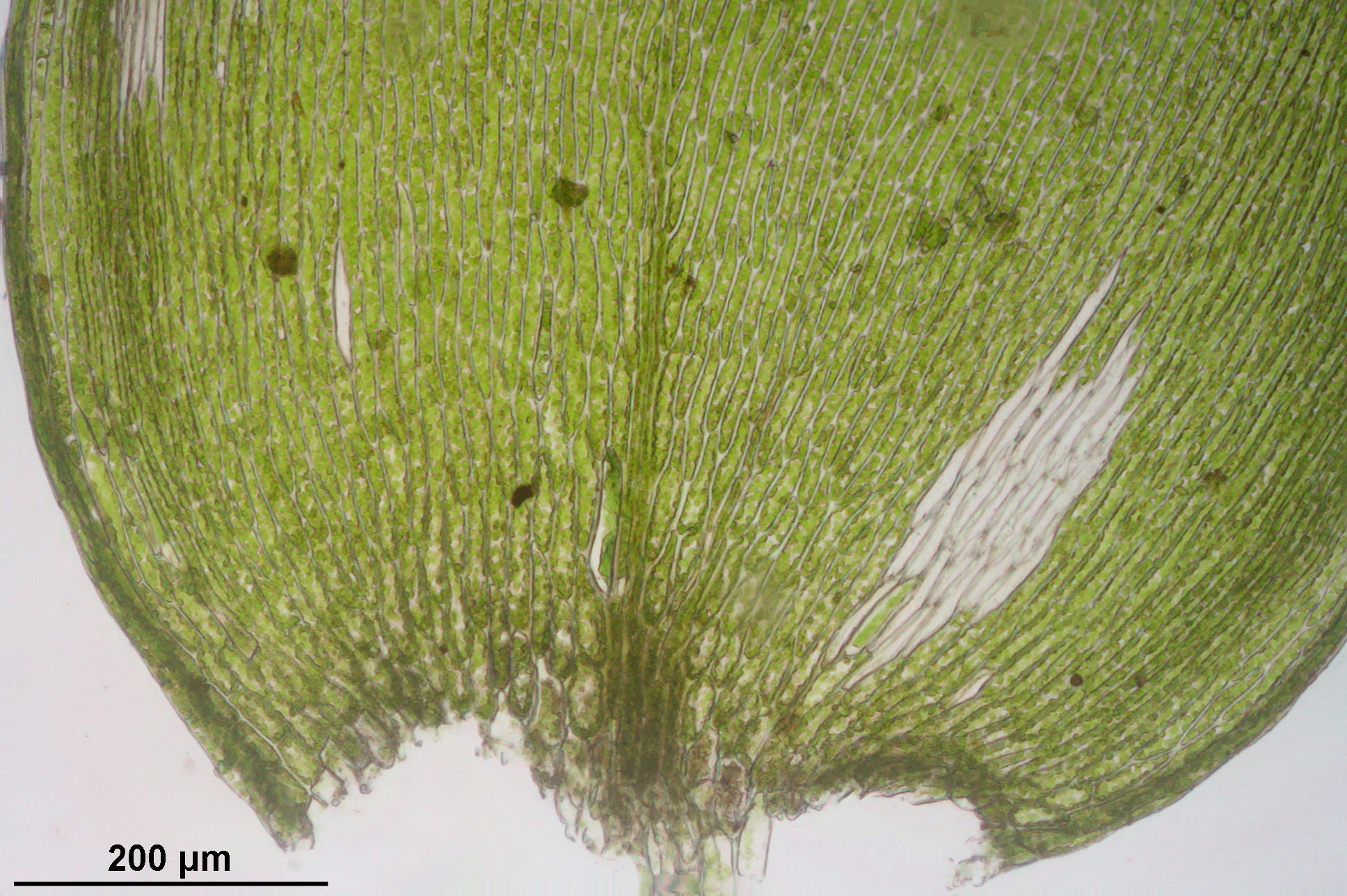
Bladvoet
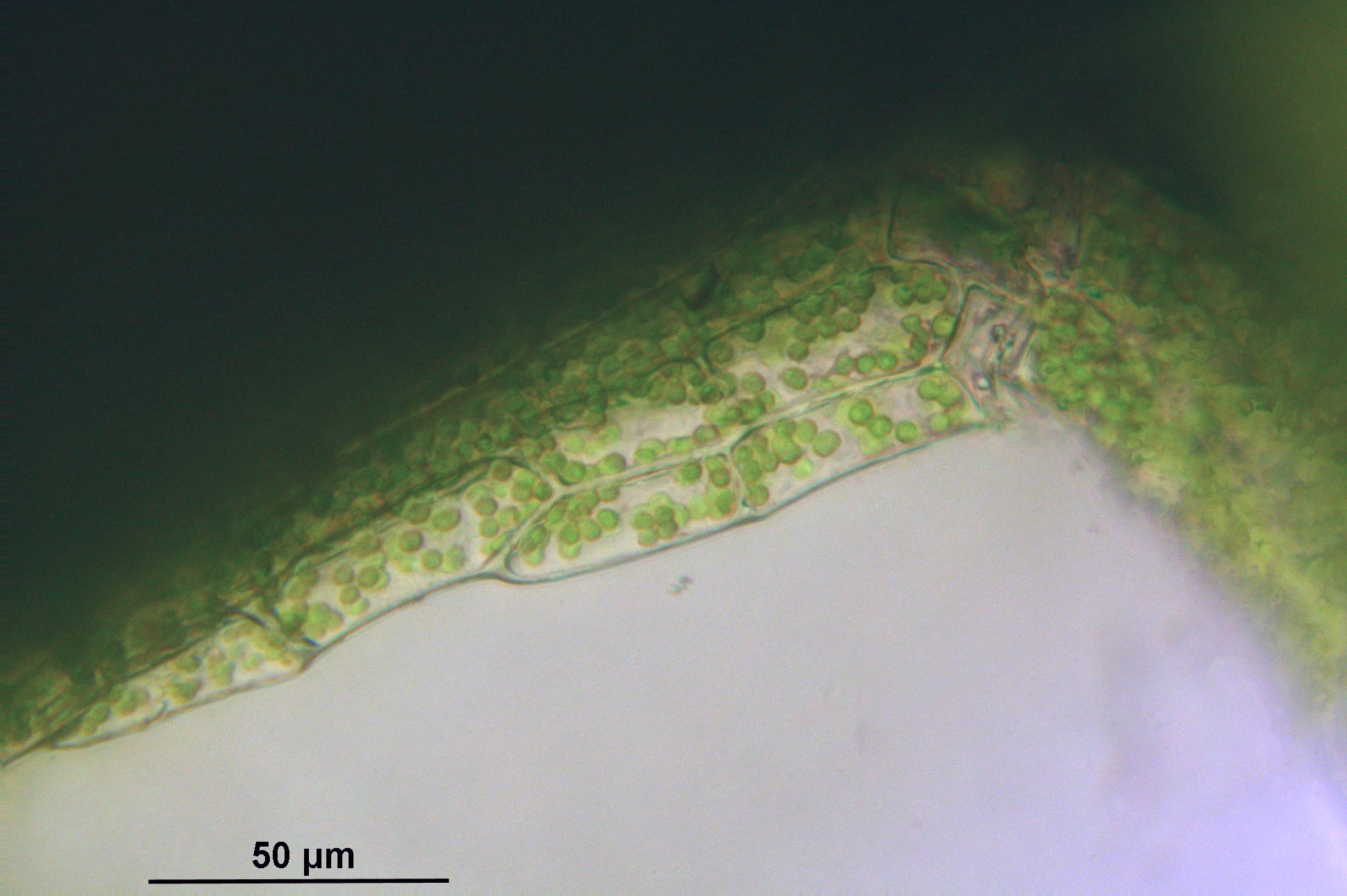
Bladrand
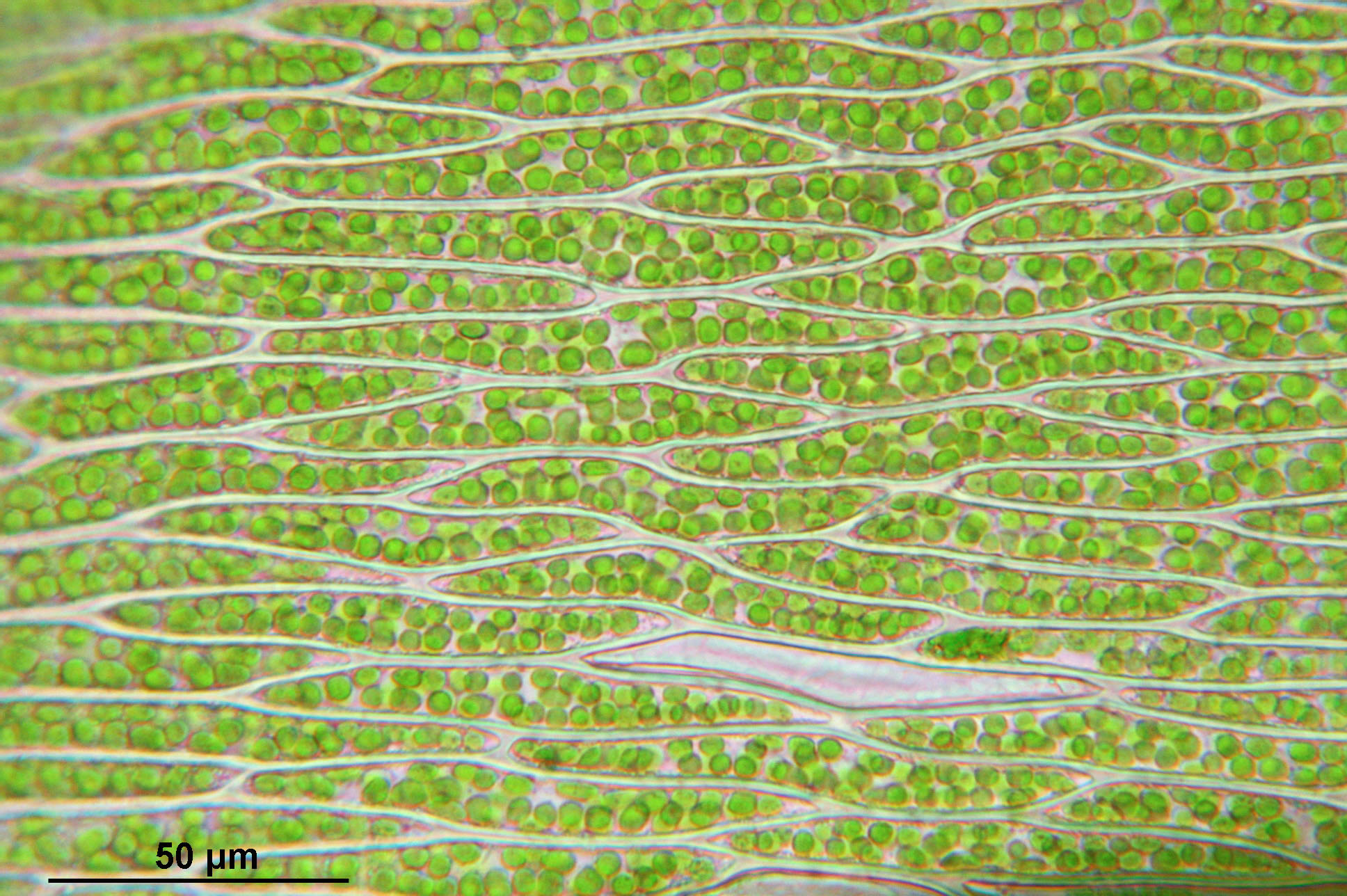
Bladcellen